# Ріта Вілсон
Ріта Вілсон (англ. Rita Wilson; нар. 26 жовтня 1956, Лос-Анджелес, Каліфорнія, США) — американська акторка, музикант та продюсер.

## Біографія
Ріта Вілсон (Маргарита Ібрагімофф при народжені) народилася в Лос-Анджелесі, Каліфорнія, США у сім'ї греків. ЇЇ батько народився на півночі Греції та переїхав до США. У 1960 він змінив своє ім'я на Алана Вілсона, взявши за основу назву місцевої вулиці. Мати також народилася в Греції на межі з Албанією. Ріту виховували у грецькому православ'ї..
Навчалася в Hollywood High School, вищу освіту здобула у Лондонській академії музичного та драматичного мистецтва.

## Кар'єра
Кар'єру на телебаченні розпочала з епізодичної появи у серіалі «Сімейка Брейді». З того часу і до початку 1980-х акторка отримувала маленькі ролі у телесеріалах та фільмах. Першу значну роль отримала у 1985 у комедійному фільмі «Добровольці», в якому грала разом з Томом Генксом. Після цих зйомок Ріта знялась у кілька десятків фільмів серед яких «Несплячі в Сієтлі», «Подарунок на Різдво», «Психо», «Моє велике грецьке літо», «Ларрі Краун», «Моє велике грецьке весілля 2», продовжуючи активно зніматися і у телепроєктах.
Вілсон також спродюсувала кілька фільмів, а у 2012 випустила перший студійний альбом «AM/FM» у студії звукозапису Decca Records

## Особисте життя
З 1988 одружена з Томом Генксом. У пари народилось двоє синів Честер і Труман Теодор. Від попереднього шлюбу Генкса у Ріти двоє пасинків Колін і Елізабет.
У грудні 2019 року Вілсон разом з чоловіком отримали грецьке громадянство. Свій грецький паспорт акторка отримала тільки в серпні 2020 року.

## Фільмографія

### Фільми
| Рік  | Назва                          | Оригінальна назва             | Роль               | Примітки              |
| ---- | ------------------------------ | ----------------------------- | ------------------ | --------------------- |
| 1977 |                                | The Day It Came to Earth      | Деббі              |                       |
| 1980 | «Чіч і Чонг: Наступний фільм»  | Cheech and Chong's Next Movie | заручниця          |                       |
| 1985 | «Добровольці»                  | Volunteers                    | Бет Векслер        |                       |
| 1989 | «Маленька чаклунка»            | Teen Witch                    | танцівниця         |                       |
| 1990 | «Багаття марнославства»        | The Bonfire of the Vanities   | жінка              |                       |
| 1993 |                                | Barbarians at the Gate        | Керолайн           | телефільм             |
| 1993 | «Несплячі в Сієтлі»            | Sleepless in Seattle          | Сьюзі              |                       |
| 1994 | «Абсолютно дурний»             | Mixed Nuts                    | Кетрін             |                       |
| 1995 | «Час від часу»                 | Now and Then                  | Кріссі             |                       |
| 1996 | «Якби стіни могли говорити»    | If These Walls Could Talk     | Леслі              | телефільм             |
| 1996 | «Те, що ти робиш!»             | That Thing You Do!            | Маргеріт           |                       |
| 1996 | «Подарунок на Різдво»          | Jingle All the Way            | Ліз                |                       |
| 1996 | «З собаками заборонено»        | No Dogs Allowed               |                    | короткометражка       |
| 1998 | «Психо»                        | Psycho                        | Керолайн           |                       |
| 1999 |                                | Invisible Child               | Енні Бімен         | телефільм             |
| 1999 | «Наречена-втікачка»            | Runaway Bride                 | Еллі               |                       |
| 1999 | «Історія про нас»              | The Story of Us               | Рейчел             |                       |
| 2001 | «Парфум»                       | Perfume                       | Роберта            |                       |
| 2001 | «Скляний будинок»              | The Glass House               | Грейс              | в титрах не зазначена |
| 2002 | «Автофокус»                    | Auto Focus                    | Анна Крейн         |                       |
| 2004 | «Піднеси свій голос»           | Raise Your Voice              | Френсіс Флетчер    |                       |
| 2005 | «Чамскраббер»                  | The Chumscrubber              | Террі              |                       |
| 2006 | «Прекрасний Огайо»             | Beautiful Ohio                | Місіс Мессерман    |                       |
| 2009 | «Моє велике грецьке літо»      | My Life in Ruins              | Елінор             |                       |
| 2009 | «Старі пси»                    | Old Dogs                      | Дженна             |                       |
| 2009 | «Як усе заплутано»             | It's Complicated              | Тріша              |                       |
| 2011 | «Домашня робота»               | The Art of Getting By         | Вівіан             |                       |
| 2011 | «Ларрі Краун»                  | Larry Crowne                  | Вілма Ґаммельґаард |                       |
| 2011 |                                | The Carrier                   | Гелен              | короткометражка       |
| 2012 | «За ознаками сумісності»       | Jewtopia                      | Арлін              |                       |
| 2013 |                                | The Tutor                     | Тіна               | короткометражка       |
| 2014 | «Поцілуй мене»                 | Kiss Me                       | Едіт               |                       |
| 2014 | «У скрутному становищі „       | Stranded                      | Шелія              |                       |
| 2016 | “Моє велике грецьке весілля 2» | My Big Fat Greek Wedding 2    | Анна               |                       |
| 2016 | «Брат-Природа»                 | Brother Nature                | Кеті               |                       |
| 2018 | «Глорія Белл»                  | Gloria Bell                   | Вікі               |                       |
| 2023 | «Місто астероїдів»             | Asteroid City                 | місіс Везерфорд    |                       |

### Серіали
| Рік       | Назва                                 | Оригінальна назва                 | Роль                     | Примітки               |
| --------- | ------------------------------------- | --------------------------------- | ------------------------ | ---------------------- |
| 1972      | «Сімейка Брейді»                      | The Brady Bunch                   | Пет Конвей               | 1 епізод               |
| 1974      |                                       | Movin' On                         | Пенні                    | 1 епізод               |
| 1977      | «Лу Ґрант»                            | Lou Grant                         | Крістін Фаррелл          | 1 епізод               |
| 1978      | «Високий політ»                       | Flying High                       | Деббі                    | 1 епізод               |
| 1979      | «Відділ 5-О»                          | Hawaii Five-O                     | Мері Еллен Клейн         | 1 епізод               |
| 1979      | «Людина на ім'я Слоан»                | A Man Called Sloane               | Кеті                     | 1 епізод               |
| 1980      | «Бі Джей та Беа»                      | B.J. and the Bear                 | Сюзанн                   | 1 епізод               |
| 1981      | «Закадичні друзі»                     | Bosom Buddies                     | Сінді                    | 1 епізод               |
| 1982      | «Пан Мерлін»                          | Mr. Merlin                        | Беверлі                  | 1 епізод               |
| 1982-1983 | «Щасливі дні»                         | Happy Days                        | Барбара                  | 2 епізоди              |
| 1982      | «M*A*S*H»                             | M*A*S*H                           | Лейсі                    | 2 епізоди              |
| 1983      | «Троє — це компанія»                  | Three's Company                   | Агнес Платт              | 1 епізод               |
| 1984      |                                       | Legmen                            | Кеті                     | 1 епізод               |
| 1986      | «Хто тут бос?»                        | Who's the Boss?                   | Ширлі                    | 1 епізод               |
| 1986      | «227»                                 | 227                               | доктор Петерсон          | 1 епізод               |
| 1988      | «Літній театр»                        | CBS Summer Playhouse              |                          | 1 епізод               |
| 1988      | «Сонні Спун»                          | Sonny Spoon                       | Джолін                   | 1 епізод               |
| 1988      | "Тридцять з чимось "                  | Thirtysomething                   | Едріенн                  | 1 епізод               |
| 1989      | "Детективне агентство «Місячне сяйво» | Moonlighting                      | Карла                    | 1 епізод               |
| 1989-1990 | «Той, що дзвонить опівночі»           | Midnight Caller                   | Конні                    | 3 епізоди              |
| 1990      |                                       | WIOU                              | Еллен Зарет              | 1 епізод               |
| 1991      | «Байки зі склепу»                     | Tales from the Crypt              | Джесс                    | 1 епізод               |
| 1992      | «Громадянські війни»                  | Civil Wars                        | Марго Вілкенсон          | 1 епізод               |
| 1998      | «Не тямитися від нього»               | Mad About You                     | Ліндсі                   | 1 епізод               |
| 1998      | «Із Землі на Місяць»                  | From the Earth to the Moon        | Сьюзен Борман            | міні-серіал; 3 епізоди |
| 1999-2001 | "Фрейзер "                            | Frasier                           | Міа Престон/Гестер Крейн | 2 епізоди              |
| 2001      | «Стримай свій ентузіазм»              | Curb Your Enthusiasm              | Анна                     | 1 епізод               |
| 2003      | «Моє велике грецьке життя»            | My Big Fat Greek Life             | Аріана                   | 1 епізод               |
| 2003      | «Дика сімейка Торнберрі»              | The Wild Thornberrys Movie        | Куо                      | 1 епізод               |
| 2011      | «Закон і порядок: Спеціальний корпус» | Law & Order: Special Victims Unit | Брі                      | 1 епізод               |
| 2011-2014 | «Гарна дружина»                       | The Good Wife                     | Віола                    | 6 епізодів             |
| 2012      | «Тіло як доказ»                       | Body of Proof                     | Рут Стоун                | 1 епізод               |
| 2013-2016 | «Дівчата»                             | Girls                             | Іві                      | 5 епізодів             |
| 2015      | «Замкнене коло»                       | Full Circle                       | Шеллі Резко              | 5 епізодів             |
| 2016      |                                       | Pitch                             | Андреа Бартон            | 1 епізод               |